# Meilleurs handballeurs de l'année en Argentine
Les meilleurs handballeurs de l'année en Argentine sont désignés chaque saison au cours d'une cérémonie annuelle de remise du Prix Olimpia à destination des acteurs du handball professionnel argentin.
Organisé par la Fédération argentine de handball depuis 1974, le handballeur le plus récompensé est Diego Simonet avec 7 titres et devant Eric Gull, récompensé à 4 reprises.

## Meilleurs joueurs par saison

### Bilan
Les joueurs récompensés a plus de deux reprises sont :
| Rang | Joueur               | Nombre | Années                                   |
| ---- | -------------------- | ------ | ---------------------------------------- |
| 1    | Diego Simonet        | 7      | 2009, 2013, 2014, 2015, 2017, 2018, 2023 |
| 2    | Eric Gull            | 4      | 2003, 2004, 2006, 2010                   |
| 3    | Martín Viscovich     | 3      | 1994, 1995, 1996                         |
| 3    | Andrés Kogovsek (es) | 3      | 2000, 2002, 2012                         |
| 5    | Héctor Marcasoli     | 2      | 1986, 1987                               |
| 5    | Walter Arzola        | 2      | 1991, 1992                               |
| 5    | Gonzalo Viscovich    | 2      | 1999, 2001                               |
| 5    | Federico Pizarro     | 2      | 2016, 2019                               |

### Palmarès détaillé
| Année | Joueur                                         | Club(s)                                        |
| ----- | ---------------------------------------------- | ---------------------------------------------- |
| 1974  | José Bello                                     |                                                |
| 1975  | Leopoldo Hornedo                               |                                                |
| 1976  | Alejandro Rodríguez                            |                                                |
| 1977  | Roberto Pfeffer                                |                                                |
| 1978  | Ricardo Luminari                               |                                                |
| 1979  | Esteban Muller                                 |                                                |
| 1980  | Gerardo Bayer                                  |                                                |
| 1981  | José Luis Ponzio                               |                                                |
| 1982  | Norberto Schunk                                |                                                |
| 1983  | Claudio Strafe                                 |                                                |
| 1984  | Walter Ambrosoni                               |                                                |
| 1985  | Miguel Frumento                                |                                                |
| 1986  | Héctor Marcasoli                               |                                                |
| 1987  | Héctor Marcasoli (2)                           |                                                |
| 1988  | Marcelo Schmid                                 |                                                |
| 1989  | Pablo González                                 |                                                |
| 1990  | Gustavo Fernández                              |                                                |
| 1991  | Walter Arzola                                  |                                                |
| 1992  | Walter Arzola (2)                              |                                                |
| 1993  | Gabriel Canzoniero                             |                                                |
| 1994  | Martín Viscovich                               |                                                |
| 1995  | Martín Viscovich (2)                           |                                                |
| 1996  | Martín Viscovich (3)                           |                                                |
| 1997  | Christian Canzoniero (de)                      |                                                |
| 1998  | Pablo Buceta                                   |                                                |
| 1999  | Gonzalo Viscovich                              |                                                |
| 2000  | Andrés Kogovsek (es)                           |                                                |
| 2001  | Gonzalo Viscovich (2)                          |                                                |
| 2002  | Andrés Kogovsek (es) (2)                       |                                                |
| 2003  | Eric Gull                                      | SC Sélestat et Medvedi Tchekhov                |
| 2004  | Eric Gull (2)                                  | Medvedi Tchekhov et BM Valladolid              |
| 2005  | Sebastián Simonet                              | SAG Villa Ballester et JD Arrate               |
| 2006  | Eric Gull (3)                                  | BM Valladolid                                  |
| 2007  | Federico Vieyra                                | Club Vicente López                             |
| 2008  | Gonzalo Carou                                  | JD Arrate et Ademar León                       |
| 2009  | Diego Simonet                                  | São Caetano HC et CB Torrevieja                |
| 2010  | Eric Gull (4)                                  | BM Ciudad Real et AACF Quilmes                 |
| 2011  | Matías Schulz                                  | BM Badajoz et SCDR Anaitasuna                  |
| 2012  | Andrés Kogovsek (es) (3)                       | SAG Villa Ballester                            |
| 2013  | Diego Simonet (2)                              | US Ivry et Montpellier AHB                     |
| 2014  | Diego Simonet (3)                              | Montpellier Handball                           |
| 2015  | Diego Simonet (4)                              | Montpellier Handball                           |
| 2016  | Federico Pizarro                               | UNLu                                           |
| 2017  | Diego Simonet (5)                              | Montpellier Handball                           |
| 2018  | Diego Simonet (6)                              | Montpellier Handball                           |
| 2019  | Federico Pizarro (2)                           | UNLu                                           |
| 2020  | Non décerné à cause de la pandémie de Covid-19 | Non décerné à cause de la pandémie de Covid-19 |
| 2021  | Leonel Maciel                                  | BM Ciudad Encantada et FC Barcelone            |
| 2022  | Leonel Maciel (2)                              | FC Barcelone et Sporting CP                    |
| 2023  | Diego Simonet (7)                              | Montpellier Handball                           |

## Meilleur handballeur mondial de l'année
Aucun argentin ou argentine n'a été distingué.